# البروتوكول السعودي
البروتوكول السعودي هو مجموعة القواعد المنظمة للعمل الدبلوماسي والحكومي، ومن خلالها يتم تحديد السلوك السليم من حيث مراسم زيارات كبار المسؤولين ومراسم الحفلات، ومراسم الأسبقية لكبار الشخصيات والمسؤولين، بالإضافة إلى مراسم الجلوس والأعلام والضيافة ومراسم الزي واللباس كما تشمل أيضاً مراسم الزيارات الخارجية.

## مراسم استضافة كبار المسؤولين من خارج المملكة
تحدد من خلال الأمر السامي 30641 الصادر بتاريخ 3/8/1438هـ ترتيبات استضافة الضيوف الأجانب الذين يكونون في زيارة تستمر لأكثر من يوم واحد وتستضيفهم الجهات الحكومية بالمملكة وفق الترتيب الآتي:
- أن يكون المستضاف وزيراً أو من في مرتبته ومن في حكمهم.
- الأخذ بعين الاعتبار مكانة الشخصية السياسية والاجتماعية والدينية والدولة التي يمثلها وما يستلزم من إجراءات أمنية للحماية.
- الاستضافة للشخصيات والوفود الرسمية التي قدمت لزيارة المملكة.
- مبدأ المعاملة بالمثل، على وجه الخصوص لدى الجهات الحكومية التي لديها مشتركة أو زيارات متكررة متبادلة.
- يتم تحديد الأعداد المستضافة على النحو التالي:

1. يستضاف مع رؤساء البرلمانات أو المجالس النيابية خمسة أشخاص (5+1).
2. يتم استضافة ثلاثة أشخاص مع الوزير ومن في مرتبته (1+3).
3. رؤساء المنظمات الدولية ومن في حكمهم: يستضاف معه ثلاثة أشخاص(1+3).
4. تتم الاستضافة في المدينة مقر المهمة، حيث يكون الغرض الأساسي من الزيارة.
5. تبلغ المراسم الملكية بطلب الاستضافة قبل 10 أيام من تاريخ قدوم الضيف.
6. تكون مدة الزيارة ثلاثة أيام لا تزيد عنها.
7. تنسق الجهة المستضيفة مع الجهات ذات العلاقة (وزارة الداخلية، المراسم الملكية، الهيئة العامة للطيران المدني) لتوفير الحراسات الأمنية وتقديم التسهيلات.

## مراسم الأسبقية لكبار الشخصيات والمسؤولين
يؤخذ بالأسبقية في: ترتيب الجلوس، وترتيب الوقوف في الاستقبالات، ترتيب جلوس حفلات العشاء وغيرها. والترتيب يختلف من دولة لدولة بحسب البروتوكول المتبع، والمملكة تعتمد في ترتيبها للأسبقية الآتي:
1. أصحاب السمو الأمراء حسب العمر.
2. سماحة مفتي عام المملكة.
3. رئيس المجلس الأعلى للقضاء.
4. معالي النائب العام.
5. معالي رئيس مجلس الشورى.
6. أصحاب الفضيلة العلماء حسب علمهم وقدرهم.
7. السفراء المعتمدون لدى المملكة حسب تاريخ اعتمادهم.
8. أصحاب المعالي الوزراء حسب الأقدمية
9. كبار الضباط من العسكريين برتبة فريق أول.
10. أصحاب الدرجة الممتازة حسب الأقدمية.
11. كبار الضباط من العسكريين برتبة فريق.
12. أصحاب السعادة بحسب المرتبة الوظيفية.

وقد تمنح بعض الشخصيات التي لها مكانة علمية مرموقة أسبقية خاصة، ففي العادة يتم تقديم مفتي عام المملكة على الأمراء في الجلوس بجانب الملك أو ولي العهد.
كما أن الأسبقية تمنح للأجانب على المواطنين إذا كان لكليهما نفس الدرجة أو المرتبة.و يقدم المدنيون على العسكريين. ومن يشغل منصباً بالتكليف أو بالإنابة لا يُقدم حتى ينتهي آخر مسؤول في فئته.
في حال كان الوفد خارجياً يرتبون حسب الأسبقية التي يعمل بها في بلدانهم وتحدد ذلك السفارة.أما في ترتيب رؤساء البعثات الدبلوماسية فيتم ترتيبهم حسب المنصوص عليه في اتفاقية فيينا للعلاقات الدبلوماسية 1961 م ويكون الترتيب كالآتي:
1. مرتبة (سفير) المعتمدين لدى المملكة، وتحدد أسبقيتهم وفقاً لتاريخ تقديم أوراق الاعتماد وساعته.
2. مرتبة (سفير فوق العادة) أو (وزير مفوض)، وتكون أسبقيتهم حسب تاريخ تقديم أوراق الاعتماد وساعته أسوة بالسفراء.
3. الملحق العسكري إذا كان في رتبة لواء أو عميد.
4. مرتبة (قائم بالأعمال) تحدد أسبقيتهم من تاريخ تقديم خطابات اعتماده لوزير الخارجية مهما كانت درجاتهم.
5. مرتبة (قائم بالأعمال بالنيابة) تحدد أسبقيتهم لتاريخ توليهم عملهم.
6. مستشارو السفارات.
7. مرتبة (سكرتير أول).
8. مرتبة (سكرتير ثاني).
9. مرتبة (سكرتير ثالث).
10. الملحقون الدبلوماسيون ويستثنى من ذلك الملحق العسكري إذا كان على رتبة لواء أو عميد؛فإنه يأتي مباشرة بعد الوزير المفوض.

وتقدم وزارة الخارجية القائمة المعتمدة للبعثات الدبلوماسية لدى المملكة والتي يتم طلبها عن طريق إدارة المراسم في الوزارة.

## مراسم الأعلام

### القواعد العامة لمراسم رفع الأعلام
- على السارية
  - يتم رفع العلم الوطني داخل المملكة طوال اليوم وفي أيام الإجازات الأسبوعية والأعياد على كافة المباني الحكومية والمؤسسات العامة.
  - يجب أن يكون رسم الشهادة والسيف من اليمين إلى اليسار على كلتا الجهتين.
  - لا يقل ارتفاع سارية العلم المرفوع في ميدان عام أو ساحة عامة عن ستة أمتار، كما يجب ألا يقل ارتفاع سارية العلم المرفوع على مبنى عن ثلاثة أمتار على ألا يقل عرض العلم في الحالتين عن 80 سم.
  - لا يرتفع علم آخر أو راية أخرى على العلم الوطني أو معة في نفس السارية ولا يجوز أن يتجاوز العلم الآخر حجم العلم الوطني في مكان واحد.
  - ٍ تلامس الأعلام داخل المبنى الحائط في القاعة على سوار متساوية الارتفاع.
  - لا يجوز تنكيس العلم الوطني السعودي، أو علم الملك، أو علم ولي العهد، وكذلك لا يجوز أن يلامس الأرض أو الماء. كما يمنع رفع العلم الوطني باهت اللون، أو في حالة سيئة.
  - لا يجوز إنحناء العلم الوطني السعودي، أكثر من 45 درجة (°) (ثمن الدائرة) بأتجاة الأرض.
  - في الحفلات والمؤتمرات يجوز رفع العلم الوطني على جدران القاعة. ويتم تعليقه بصورة أفقية على أن يكون في مستوى أعلى من الجالسين. وفي حال رفع علم آخر معه ُتراعى القواعد المنصوص عليها في الفقرة السابقة.
  - يحظر في مراسم الأعلام عدم التعامل معها إلا بالاحترام اللائق لعلم أي دولة، حيث أنه لا يتم رفعه بشكل معكوس، ولا يجوز أن يلامس الأرض عند رفعه وتنزيله، أو فرشه على مسطح أرضي أو على طاولة، كما أنه يمنع رسمه على قالب كيك يقطع في المناسبات.

- على الستاند
  - يوضع العلم الوطني السعودي على ستاند (حامل) العلم ويكون إلتفاف العلم من يمين الناضر إلى اليسار بأتجاة الكتابة العربية على أن لا يمس قاع الأرض.
  - يكون العلم الوطني السعودي على ستاند (حامل) العلم على اليسار (يمين الناظر) وعلى ان يكون علم الأمارات أو الوزارات أو الهيئات والمنشات أو أي علم آخر على اليمين (يسار الناظر) بأتجاة الكتابة العربية وإذا كان عدد الأعلام أو الرايات ثلاثة أو أي عدد فردي يكون العلم الوطني السعودي في المنتصف وإذا كان عدد الأعلام أو الرايات أربعة أو أي عدد جوزي يكون العلم الوطني السعودي الأول من ناحية الكتابة العربية ويلية العلم من حيث الأهمية.
  - يوضع العلم الوطني السعودي على ستاند (حامل) العلم على يمين المسؤول (يسار الناظر) وإذا كان هناك علم آخر يلية مباشرة بأتجاة الكتابة العربية.
    - لا يجوز تقديم علم آخر بأتجاة الكتابة العربية على العلم الوطني السعودي باستثناء العلم الملكي السعودي كونة يحمل شعار الدولة وهو خاص بالملك فقط.

## مراسم وضع الصور الرسمية

### الرسمي والعام
"وفق مانص عليه الأمر السامي رقم 2376 وتاريخ 23/2/1410هـ فإن الصور الرسمية يجب أن ترفع داخل الوزارات والمقرات الحكومية والمنشآت الأخرى وفي صالات الاستقبال، وفي مكاتب الإدارات الحكومية وبكون ترتيبها على النحو الآتي: تكون صورة المؤسس الملك عبدالعزيز في مكان الشرف في المنتصف، وعلى يسار الصورة(يمين الناظر) صورة خادم الحرمين الشريفين، وتكون صورة سمو ولي العهد على يمين صورة المؤسس (يسار الناظر)"، على أن تكون الصور الثلاث بنفس الحجم والإطار والمستوى الذي توضع عليه.

### الملك
- المستوى الأول

ترفع صورة المؤسس في منتصف القاعة عند أستقبال الملك لضيوفة على المستوى العالي والمحلي.
- المستوى الثاني

ترفع صورة المؤسس على اليسار (يمين الناظر) وصورة الملك على اليمين (يسار الناظر).

### ولي العهد
- المستوى الأول

ترفع صورة المؤسس على اليسار (يمين الناظر) وصورة الملك على اليمين (يسار الناظر).
- المستوى الثاني

ترفع صورة المؤسس في في المنتصف وعلى يسار الصورة(يمين الناظر) تضع صورة الملك وتكون صورة ولي العهد على يمين صورة المؤسس (يسار الناظر).

### إمارات المناطق
- المستوى الأول

ترفع صورة المؤسس في المنتصف وعلى يسار الصورة(يمين الناظر) تضع صورة الملك وتكون صورة ولي العهد على يمين صورة المؤسس (يسار الناظر).
- - المستوى الثاني

ترفع صورة المؤسس من اليسار (يمين الناظر) وتليها صورة الملك ومن ثم ولي العهد واخيراُ صورة أمير المنطقة، ويكون ترتيب الصور بأتجاة الكتابة العربية.

#### معيار الصور
الصورة الرسمية للملك وولي العهد ومسؤلين الدولة تكون خلفيتها سوداء على أن يرتدي المعني المشلح الأسود والثوب الأبيض وغترة بيضاء وعقال أسود.

## الزي الوطني السعودي
يعد من آداب الاحترام في المملكة التقيد بارتداء الزي الوطني في المناسبات الرسمية وقد صدر الأمر السامي رقم 45995 بتاريخ 21/12/1424هـ مُلزماً المسؤولين بارتداء المشالح في المناسبات الرسمية، وخلال المقابلات التلفزيونية، كما أنه عليهم التقيد به بكل دقة، وتكمن أهميته في المناسبات التي يكون المسؤول ممثلاً رسمياً للمملكة كما في المحافل الدولية.
وتوجد آداب خاصة للياقة عند ارتداء المشلح السعودي منها:
- يمنع وضع رجل فوق رجل أو تمديد الرجل أثناء ارتدائه.
- توضع اليد اليمنى داخل الكم الأيمن وتبقى خارج المشلح للسلام والمصافحة، بينما تبقى اليد اليسرى في الداخل بحيث تلملم أطراف المشي عند المشي والحركة.
- يتم ارتداء المشلح الأسود في حفلات الاستقبال الرسمية ومرافقة الوفود الزائرة، وعند تمثيل المملكة في المناسبات الخارجية، بينما يُلبس المشلح الأبيض في الأعياد.
- عند ارتدائه يجب أن يكون لون الحذاء أسودًا أو متطابقًا مع لون المشلح.
- يحدد لون المشلح المعتمدة في بطاقة الدعوة للمناسبات التي يكون الملك حاضراً فيها أو ولي العهد.

مع مراعاة الالتزام بنظافة الثوب وأن تكون ياقته مغلقة بإستمرار.
أما المرأة فينص البروتوكول على أنها يجب أن تتقيد بارتداء العباءة خفيفة الزينة، وتلتزم بتغطية شعرها بحجاب، كما أنه يجب أن لا تبالغ في وضع المكياج ولبس الإكسسوارات خلال مشاركتها في تمثيل المملكة بصورة رسمية.